# De ketter en de kerkvorst
De ketter en de kerkvorst is een boek waarin journalist Joël De Ceulaer verslag uitbrengt van een driedaags gesprek tussen filosoof Etienne Vermeersch en aartsbisschop André Léonard uit 2014 in het Aartsbisschoppelijk Paleis van Mechelen. Het gesprek tussen deze voormalige jezuïet (ketter) en theoloog-prelaat (kerkvorst) brengt verschillende ethische thema's waaronder abortus, euthanasie en het celibaat. De twee geven hun uitgesproken mening over o.a. de rol van de kerk en religie in het algemeen, seksualiteit, oorlog, abortus, de dood.
Het boek wordt gestructureerd aan de hand van tien hoofdstukken:
1. Over God, kruisweg en hel
2. Over bijbel, slavernij en lijden
3. Over kerk, celibaat en misbruik
4. Over ethiek en homoseksualiteit
5. Over vluchtelingen, oorlog en vrede
6. Over Islam, diversiteit en neutraliteit
7. Over overbevolking en anticonceptie
8. Over geloof, wetenschap en atheïsme
9. Over verstand, gevoel en geluk
10. Over liefde, seks en doodgaan

Op zondag 21 en 28 december 2014 werd een montage van deze gesprekken uitgezonden op Canvas.